# Бьюмба
Бьюмба (руанда и фр. Byumba, Biumba, Bumba), с 2006 года официально называется Гичумби (руанда Gicumbi) — город на севере Руанды, административный центр Северной провинции.

## История
Поселение было создано бельгийской администрацией в 1925 году.
С 1962 года город Бьюмба являлся административным центром одноимённой провинции, упразднённой в результате реформы 2006 года, по итогам которой стал столицей новосозданной Северной провинции; а также был переименован в Гичумби, однако в иностранных источниках продолжилось активное употребление старого названия.

## Географическое положение
Город находится в северо-восточной части провинции, в горной местности, поблизости от границы с Угандой, на расстоянии приблизительно 40 километров к северу от столицы страны Кигали. Абсолютная высота — 2 237 метров над уровнем моря. Ближайший аэропорт расположен в городе Габиро.

## Население
По данным официальной переписи 2002 года 66 536 человек составляло население муниципалитета, центром которого являлся город, популяция которого по материалам переписи 2012 года насчитывала 34 544 жителя.
Динамика численности населения города по годам по данным переписей:
| 1978 | 1991   | 2012   |
| ---- | ------ | ------ |
| 7702 | 11 947 | 34 544 |

## Религия
5 ноября 1981 года буллой римского папы Иоанна Павла II, путём выделения из епархий Кабгайи, Кибунго и Рухенгери, была учреждена епархия Римско-Католической церкви с центром в Бьюмбе.

## Персоналии
- Жозе Рузиндана — католический прелат, епископ местной епархии с 1981 по 1994 год.